# Zbigniew Dąbkowski
Zbigniew Dąbkowski (ur. 22 listopada 1958 w Kolnie) – polski samorządowiec i przedsiębiorca, przewodniczący rady miejskiej w Olsztynie.

## Życiorys
W 1982 ukończył studia na Wydziale Technologii Żywności Akademii Rolniczo-Technicznej w Olsztynie. Od 1987 prowadzi własną działalność gospodarczą w postaci firmy piekarniczej. Przedsiębiorstwo oprócz piekarni stworzyło sieć kilkunastu sklepów firmowych rozlokowanych na terenie Olsztyna. Obok piekarni Tyrolskiej należy do największych sieci w Olsztynie.
W olsztyńskiej Radzie Miasta zasiada od 1994. Przewodniczył początkowo Komisji Budżetu i Finansów, a w kolejnej kadencji Komisji Ekonomicznej. W wyborach samorządowych w 2002 bez powodzenia ubiegał się o urząd prezydenta miasta z ramienia własnego komitetu. Zajął w pierwszej turze trzecie miejsce, przegrywając z Czesławem Małkowskim i Jerzym Szmitem. Uzyskał w tych wyborach po raz trzeci mandat radnego, obejmując (19 listopada) stanowisko przewodniczącego rady miasta.
Należał w tym okresie do Unii Wolności, był ostatnim przewodniczącym struktur tej partii w warmińsko-mazurskim. Od 2005 działał w powstałej na bazie UW Partii Demokratycznej, również kierując jej regionalnymi władzami. W 2006 przeszedł do Platformy Obywatelskiej.
W wyborach w 2006 jako kandydat PO ponownie wystartował na prezydenta Olsztyna. Ponownie też uzyskał trzeci wynik za Czesławem Małkowskim i Jerzym Szmitem. Zdobył jednocześnie czwarty raz z rzędu mandat radnego, utrzymując stanowisko przewodniczącego rady miasta na kolejną kadencję. W 2010 odszedł z PO, wspierając urzędującego prezydenta Olsztyna, Piotra Grzymowicza. W 2010, 2014 i 2018 uzyskiwał z jego komitetu ponowny wybór do rady miasta.
Działa w lokalnym Klubie Rotary, a także organizacjach pracodawców (w tym w ramach Konfederacji Lewiatan).